# 隼人舞
隼人舞（はやとまい）は、皇室にゆかりのある宮中の儀式用の風俗歌舞。大嘗祭などで南九州の大隅国・薩摩国に居住した隼人が演じた風俗歌舞で、令制では衛門府（大同3年（808年）に兵部省へ移管）の隼人司で教習された。

## 概要
飛鳥・奈良時代、南九州の薩摩・大隅地域の人々は、当時の律令政府により擬製的な化外の民（夷狄）として扱われ、「隼人」と呼ばれた。
隼人は『日本書紀』巻第二十九によると、7世紀後半にあたる天武朝11年（682年）7月に「隼人、多に来て、方物（くにつもの）を貢れり。是の日に、大隅の隼人と阿多の隼人と、朝庭に相撲（すまいと）る。大隅の隼人勝ちぬ」とあり、この時に正式に大和政権への服属の意志を示した。そして、6年交代で上京し、犬の鳴き声のような吠声（はいせい）で皇宮衛門の守護や行幸の護衛を行ったとされる（蛮族の声には悪霊退散の呪力があると信じられたため）。また竹笠・竹扇の造作などのほか、服属の意を示す歌舞の教習を行いつつ、隼人舞を節会に演じた、と言われる。
その後、隼人舞は宮廷芸能と化し、また番上隼人から 今来隼人の演じるものへと移行していった。『延喜式』によると、弾琴（ことひき）2人・吹笛（ふえふき）1人・撃百子（たたら）4人・拍手（てうち）2人・歌2人・舞2人の13人で演じられたらしい。
舞については、隼人の祖と伝えられる火照命（ほでりのみこと、あるいは火闌降命（ほのすそりのみこと）、海幸彦）が海水に溺れる様子を写したものであり、滑稽、物真似的な芸とする説のほか、戦闘歌舞（この場合は、ニュージーランドのハカのようなものだろう）とする説などもあるが、中世に絶えているので芸態は明らかでない。
『令集解』職員令では、隼人という名は吠声によると解しているが、
という隼人舞の起源説話があり、テンポの早い囃子をする人の意で「はやと」と名づけられたとも想定される。
古代歌舞のものと同じかどうかは不明だが、鹿児島県霧島市隼人町の鹿児島神宮では旧暦8月15日の放生会には、隼人舞が行われている。
また、京田辺市大住の 月讀神社には、「隼人舞発祥之碑」があり、毎年10月14日の秋期例祭宵宮に奉納されている。大住隼人舞は、昭和50年（1975年）12月19日に田辺町（現・京田辺市）指定無形民俗文化財第1号に指定された。